# Acleisanthes crassifolia
Acleisanthes crassifolia är en underblomsväxtart som beskrevs av Asa Gray. Acleisanthes crassifolia ingår i släktet Acleisanthes och familjen underblomsväxter. Inga underarter finns listade i Catalogue of Life.